# Riudovelles
Riudovelles és un poble agregat a Tàrrega.
Està situat en un petit turó sobre el torrent de Sant Gil, vora la carretera de Tàrrega a Guissona. Les cases del poble estan situades al voltant del castell. Als afores hi ha l'església de Sant Gil, d'estil romànic de transició amb campanar d'espadanya.